# Allèves
Allèves est une commune française située dans le département de la Haute-Savoie, en région Auvergne-Rhône-Alpes.
Commune de l'Albanais, appartenant au Grand Annecy depuis le 1er janvier 2017 et précédemment à la communauté de communes du Pays d'Alby-sur-Chéran, elle comptait 404 habitants en 2022.

## Géographie
Allèves, située dans la cluse de Bange creusée par le Chéran, est dominée au sud par la montagne de Bange (1 217 m) et au nord par le Semnoz (1 646 m au crêt de l'Aigle) et les tours Saint-Jacques (991 m).

## Urbanisme

### Typologie
Au 1er janvier 2024, Allèves est catégorisée commune rurale à habitat dispersé, selon la nouvelle grille communale de densité à sept niveaux définie par l'Insee en 2022.
Elle est située hors unité urbaine. Par ailleurs la commune fait partie de l'aire d'attraction d'Annecy, dont elle est une commune de la couronne,. Cette aire, qui regroupe 79 communes, est catégorisée dans les aires de 200 000 à moins de 700 000 habitants,.

### Occupation des sols
L'occupation des sols de la commune, telle qu'elle ressort de la base de données européenne d’occupation biophysique des sols Corine Land Cover (CLC), est marquée par l'importance des forêts et milieux semi-naturels (81,9 % en 2018), une proportion identique à celle de 1990 (81,9 %). La répartition détaillée en 2018 est la suivante : 
forêts (79,7 %), prairies (15,3 %), zones agricoles hétérogènes (2,8 %), milieux à végétation arbustive et/ou herbacée (2,2 %).
L'IGN met par ailleurs à disposition un outil en ligne permettant de comparer l’évolution dans le temps de l’occupation des sols de la commune (ou de territoires à des échelles différentes). Plusieurs époques sont accessibles sous forme de cartes ou photos aériennes : la carte de Cassini (XVIIIe siècle), la carte d'état-major (1820-1866) et la période actuelle (1950 à aujourd'hui).

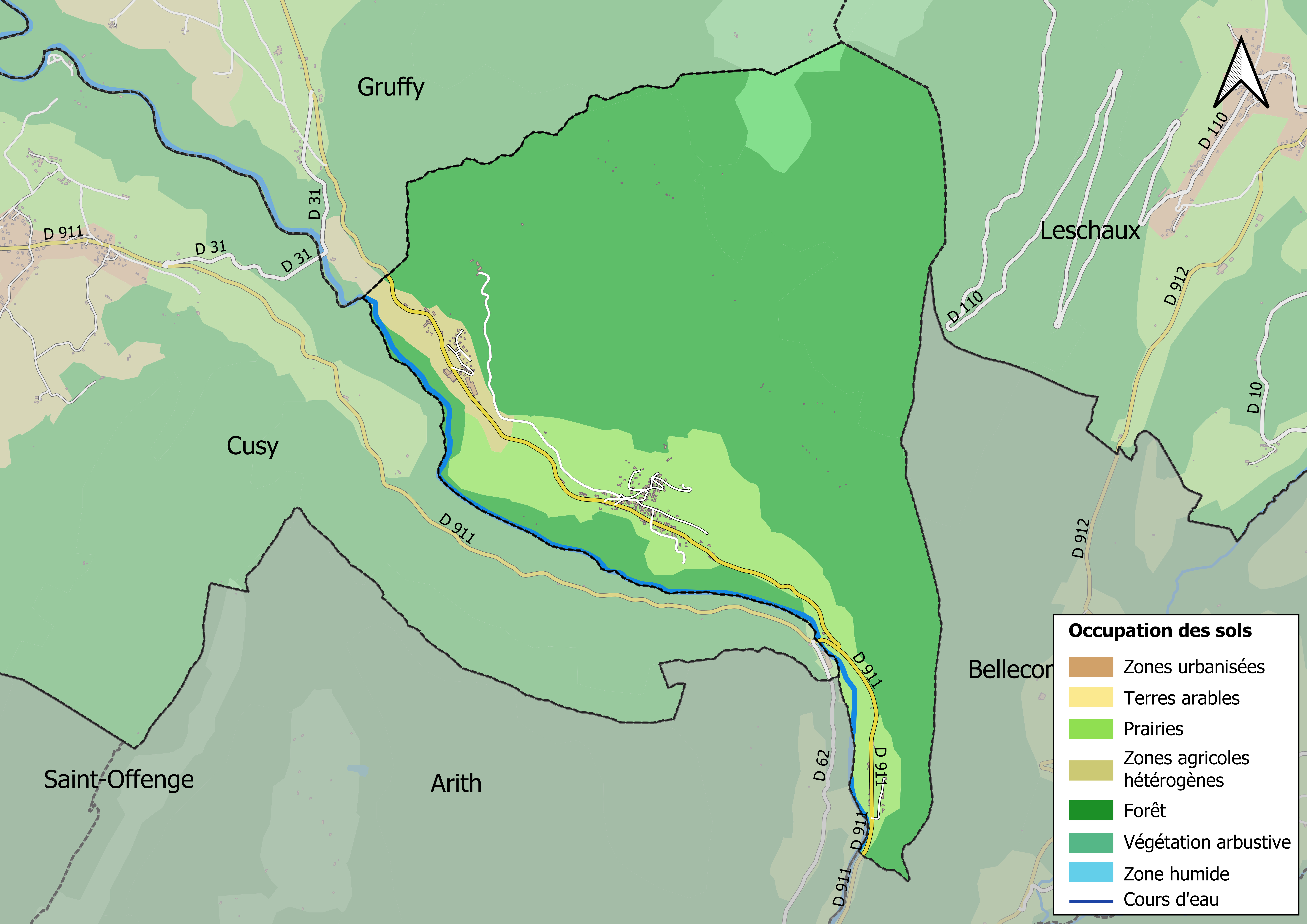
Carte des infrastructures et de l'occupation des sols en 2018 (CLC) de la commune.
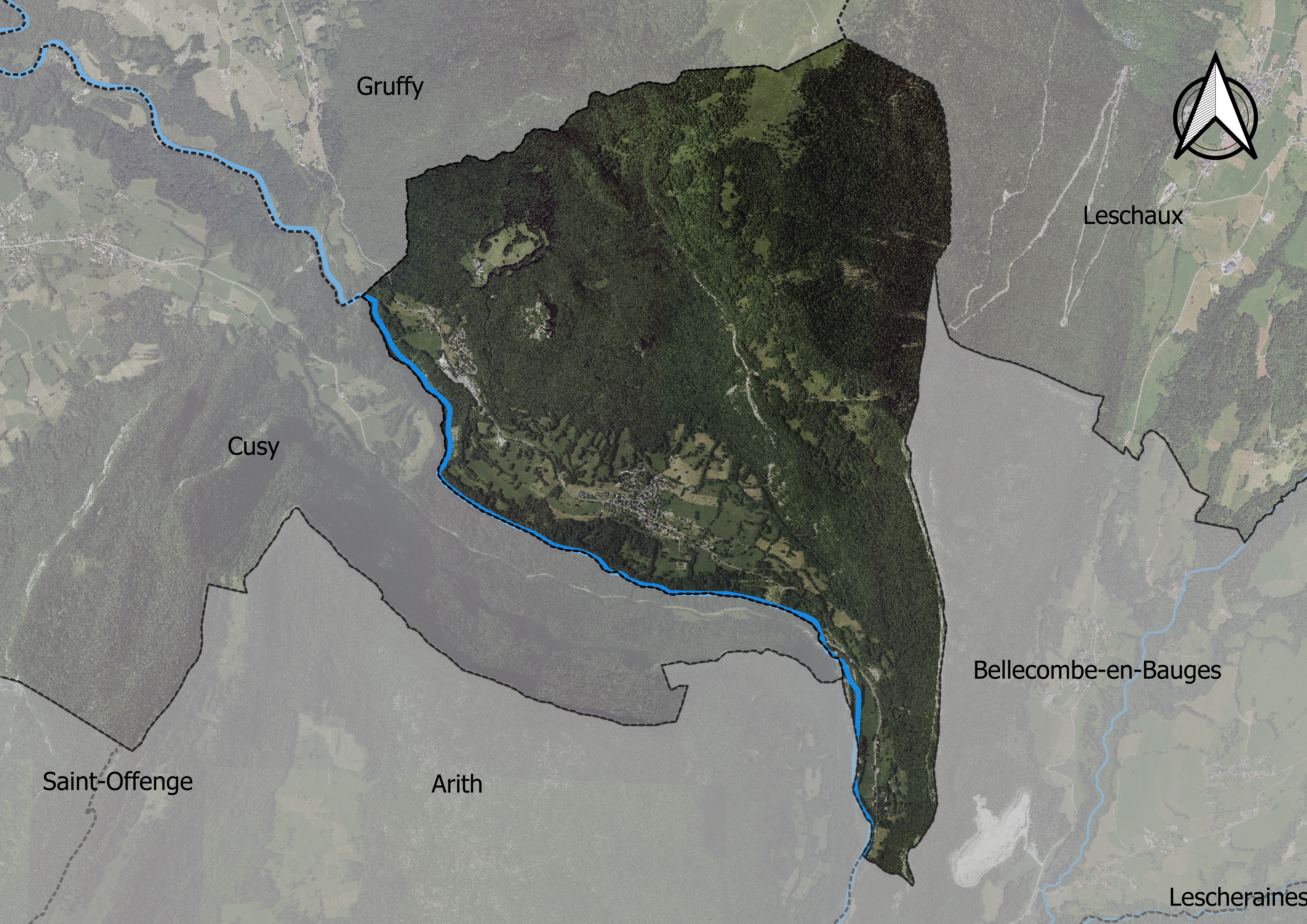
Carte orthophotogrammétrique de la commune.

## Toponymie
Le toponyme Allèves dérive du nom vernaculaire en Savoie, mais également en Dauphiné de l'arolle ou pin cembro ou pin des Alpes (alévo en patois), selon le chanoine Adolphe Gros,.
La paroisse est mentionnée au XIVe siècle sous les formes Alleves (1318), Cura de Alleves (vers 1344) ou encore Allevis (1356),. On trouve également la forme Alevoz en 1696,.
Dans son livre l'histoire d'Allèves, paru en 1929, l'abbé Coutin suggère que le mot Allèves pourrait venir du latin ad aquas. Il rappelle que, « à trois kilomètres d'Allèves, sur la commune de Bellecombe, se trouve un village construit entre deux ruisseaux et qu'on appelle Entrèves ». Eve correspond plutôt à une racine d'origine celte. On la retrouve par exemple dans le nom de la commune d'Évian qui est très liée à l'eau. Avant la conquête romaine, les gaulois Allobroges qui peuplaient les Bauges parlaient une langue celte. Dans cette langue, il existe une racine Al qui signifie falaise ou rocher. On la retrouve par exemple dans le mot gaulois Alis (qui a donné son nom au célèbre site d'Alesia) ou dans le vieil irlandais All qui signifie falaise. Allèves pourrait donc être un mot Allobroges signifiant quelque chose comme « Les ruisseaux qui sortent des rochers ». C'est bien une caractéristique du lieu. De nombreux ruisseaux trouvent leur source dans la montagne du Semnoz et dévalent les pentes d'Allèves. Ils sont exploités depuis des centaines d'années : À Martinod, un moulin faisait aller une clouterie. Il y a une résurgence au pont de Leule (Barboillons). À Aiguebelette un beau ruisseau actionnait le moulin des Dagand dit meuniers (Le ruisseau a pratiquement disparu depuis que la source a été vendue à la commune de Rumilly).
En francoprovençal, le nom de la commune s'écrit Alève, selon la graphie de Conflans.

## Histoire
Le 15 août 1944, les soldats allemands dynamitent le pont de Banges.

## Politique et administration

### Situation administrative
Allèves appartient au canton de Rumilly, qui compte selon le redécoupage cantonal de 2014 29 communes. Avant ce redécoupage, la commune appartenait au canton d'Alby-sur-Chéran, dont Alby-sur-Chéran était le chef-lieu.
La commune appartient depuis le 1er janvier 2017 au Grand Annecy qui remplace la communauté de communes du Pays d'Alby-sur-Chéran, créée en 1993 et qui fait suite à différents syndicats communaux (Syndicat Intercommunal pour le Développement Économique du Canton d'Alby, Syndicat Intercommunal pour l'Équipement Scolaire du Canton d'Alby, Syndicat Intercommunal pour le Ramassage des Élèves du Canton d'Alby). On retrouve ainsi les onze communes de l'ancien canton d'Alby-sur-Chéran. Allèves fait néanmoins partie du SIPA (Syndicat Intercommunal du Pays d'Alby), qui œuvre pour la culture et gère l'école de musique de l'ancien canton.
Allèves relève de l'arrondissement d'Annecy et de la deuxième circonscription de la Haute-Savoie.

### Liste des maires

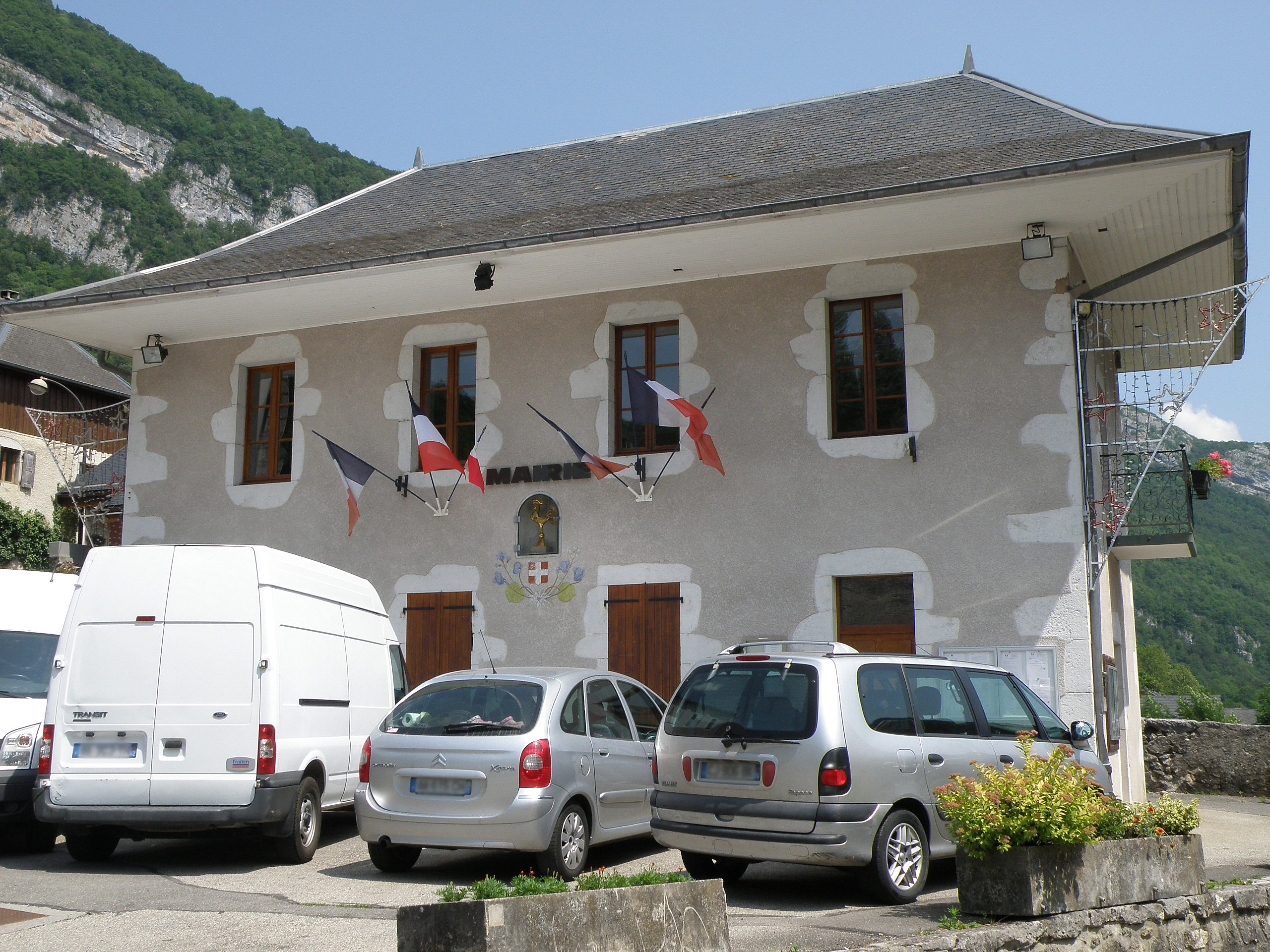
Mairie.

| Période                                  | Période                     | Identité       | Étiquette | Qualité   |
| ---------------------------------------- | --------------------------- | -------------- | --------- | --------- |
| Les données manquantes sont à compléter. |                             |                |           |           |
|                                          |                             | Henri Navet    | …         | …         |
| mars 2001                                | En cours (au 30 avril 2014) | Noëlle Delorme | DVD       | Retraitée |

## Population et société
Les habitants de la commune sont appelés les Aléviennes et les Aléviens.

### Démographie
L'évolution du nombre d'habitants est connue à travers les recensements de la population effectués dans la commune depuis 1793. Pour les communes de moins de 10 000 habitants, une enquête de recensement portant sur toute la population est réalisée tous les cinq ans, les populations de référence des années intermédiaires étant quant à elles estimées par interpolation ou extrapolation. Pour la commune, le premier recensement exhaustif entrant dans le cadre du nouveau dispositif a été réalisé en 2006.

En 2022, la commune comptait 404 habitants, en évolution de −1,22 % par rapport à 2016 (Haute-Savoie : +6,01 %, France hors Mayotte : +2,11 %).
| 1793 | 1800 | 1806 | 1822 | 1838 | 1848 | 1858 | 1861 | 1866 |
| ---- | ---- | ---- | ---- | ---- | ---- | ---- | ---- | ---- |
| 258  | 250  | 263  | 311  | 358  | 386  | 399  | 433  | 434  |

| 1872 | 1876 | 1881 | 1886 | 1891 | 1896 | 1901 | 1906 | 1911 |
| ---- | ---- | ---- | ---- | ---- | ---- | ---- | ---- | ---- |
| 436  | 424  | 416  | 464  | 406  | 416  | 429  | 405  | 376  |

| 1921 | 1926 | 1931 | 1936 | 1946 | 1954 | 1962 | 1968 | 1975 |
| ---- | ---- | ---- | ---- | ---- | ---- | ---- | ---- | ---- |
| 338  | 326  | 300  | 291  | 260  | 246  | 206  | 170  | 171  |

| 1982 | 1990 | 1999 | 2006 | 2011 | 2016 | 2021 | 2022 | - |
| ---- | ---- | ---- | ---- | ---- | ---- | ---- | ---- | - |
| 185  | 209  | 262  | 343  | 360  | 409  | 408  | 404  | - |

### Enseignement
La commune d'Allèves est située dans l'académie de Grenoble. En 2015, elle administre une école maternelle et une école élémentaire regroupant 20 élèves.

### Cultes
L'ancienne paroisse d'Allèves était dédiée à saint Blaise. La commune est désormais intégrée à la paroisse des Saints Philippe et Jacques du Semnoz, qui fait partie du doyenné de l'Albanais - les Usses, dont le siège se troue à Gruffy. Elle se trouve dans le diocèse d'Annecy.
Les pratiquants peuvent se rendre en l'église Saint-Blaise.

### Médias

#### Radios et télévisions
La commune est couverte par des antennes locales de radios dont France Bleu Pays de Savoie, ODS radio, Radio Semnoz, etc. Enfin, la chaîne de télévision locale TV8 Mont-Blanc diffuse des émissions sur les pays de Savoie. Régulièrement, l'émission La Place du village expose la vie locale. France 3 et sa station régionale France 3 Alpes, peuvent parfois relater les faits de vie de la commune.

#### Presse et magazines
La presse écrite locale est représentée par des titres comme Le Dauphiné libéré, L'Essor savoyard, Le Messager - édition Genevois et le Courrier savoyard.

## Économie
Aujourd’hui, nombre d'Allévains vont travailler à Annecy ou Aix-les-Bains.
Autrefois, les habitants exploitaient les forêts du Semnoz, produisaient du charbon de bois et, comme d'autres villages du massif des Bauges, avaient développé une production artisanale de clous. Une verrerie utilisant le sable du Chéran a été en activité au XVIIe siècle et au XVIIIe siècle.
Ils cultivaient également des vignes en combe de Savoie. Avant la guerre, la cueillette des cyclamens, commercialisés sur Aix-les-Bains et Paris, procurait à ses habitants un complément de revenu.
En 2014, la capacité d'accueil de la station, estimée par l'organisme Savoie Mont Blanc, est de 140 lits touristiques répartis dans 28 structures dont 4 meublés.

## Culture locale et patrimoine

### Lieux et monuments

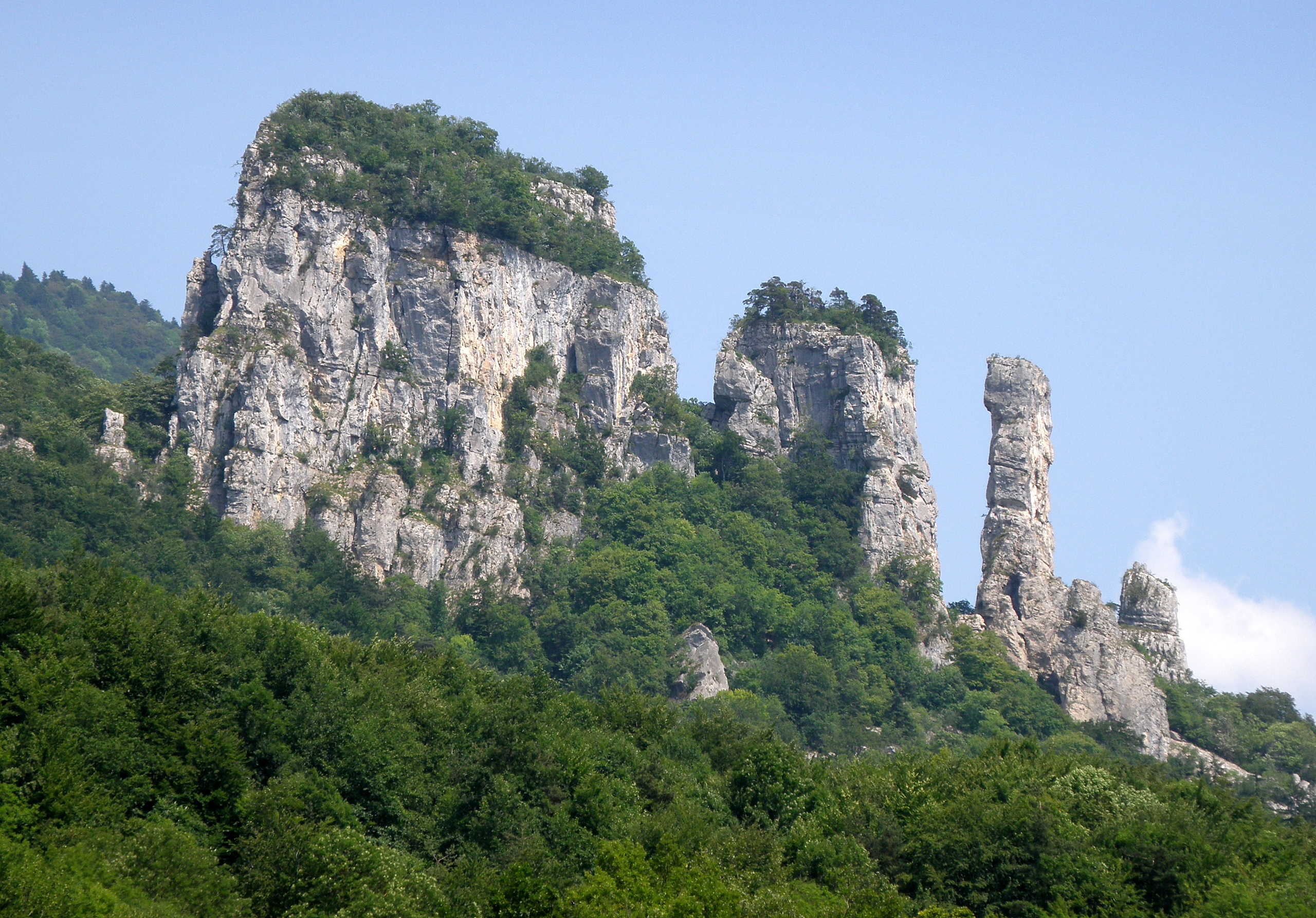
Les tours Saint-Jacques, vues depuis le pont de l'Abîme.

- Les tours Saint-Jacques ou cheminées de fées sont de majestueuses tours monolithiques qui dominent le village. Le toponyme proviendrait du nom de la chapelle d'un ancien prieuré[24],[25], dont l'ancien nom est « aiguilles de Racheroche »[24], désignant ces monolithes calcaires situés sur le contrefort sud du Semnoz. Une légende raconte qu'un aigle prit un agneau dans le village pour le dévorer ; celui-ci étant trop lourd l'aigle le posa finalement sur une des tours. Plusieurs années après, un alpiniste trouva un bélier dans un cadre verdoyant ! Le 7e épisode de la série Sortie de Secours de Richard Delay a été tourné sur le site des tours Saint-Jacques[26] ;
- Les grottes de Bange, datant du magdalénien et situées dans le massif des Bauges[27],[28] ;
- Le Chéran, rivière où l'on trouvait, selon les dires, des paillettes d'or ;
- Le château du Cengle, ruiné, du Xe siècle ;
- Église placée sous le patronage de saint Blaise. Le nouvel édifice est construit dans un style néogothique selon les plans de l'architecte annécien Camille Ruphy, entre 1867 et 1870. Elle est consacrée en 1893[29].

La commune n'est pas adhérente au Parc naturel régional du massif des Bauges, demeurant une enclave dans ce territoire.

### Personnalités liées à la commune
- Yvonne Dubois, paysanne-romancière habitant Allèves, a écrit quatre romans se situant dans les Bauges, dont La Vallée des cyclamens (1983) et Couleur de terroir (2007) pour lequel elle a reçu le Prix spécial du parc naturel régional du Massif des Bauges en décembre 2007. Elle a contribué à faire découvrir les conditions de vie sur une terre limitée et ingrate.

### Héraldique
| Armes de Allèves | Les armes d'Allèves se blasonnent ainsi : D'azur, à un coq hardi d'or, crété et onglé de gueules posé sur un tertre de trois pics de sinople, et accompagné en chef de deux molettes du second. |